# Okrug Levoča
Okrug Levoča (slovački: Okres Levoča) nalazi se u istočnoj Slovačkoj u  Prešovskom kraju.  U okrugu živi 33 192 stanovnika, dok je gustoća naseljenosti 78,84 stan/km². Ukupna površina okruga je 421,00 km². Glavni grad okruga Levoča je istoimeni grad Levoča s 13 944 stanovnika.

## Stanovništvo
| Godina:     | 1993.  | 2003.   | 2013.   | 2023.   |
| ----------- | ------ | ------- | ------- | ------- |
| Broj ljudi: | 29 985 | 32 126  | 33 444  | 33 192  |
| Razlika:    |        | +7,14 % | +4,10 % | -0,75 % |

| Godina:     | 2022.  | 2023.   |
| ----------- | ------ | ------- |
| Broj ljudi: | 33 186 | 33 192  |
| Razlika:    |        | +0,01 % |

## Gradovi
- Levoča
- Spišské Podhradie

## Općine
| - Baldovce - Beharovce - Bijacovce - Brutovce - Buglovce - Dlhé Stráže - Doľany - Domaňovce - Dravce - Dúbrava - Granč-Petrovce | - Harakovce - Jablonov - Klčov - Korytné - Kurimany - Lúčka - Nemešany - Nižné Repaše - Oľšavica - Ordzovany | - Pavľany - Poľanovce - Pongrácovce - Spišský Hrhov - Spišský Štvrtok - Studenec - Torysky - Uloža - Vyšné Repaše - Vyšný Slavkov |

### Ostali projekti
|  | Zajednički poslužitelj ima još gradiva o temi Okrug Levoča |